# Liste des ministres sud-africains de l'Agriculture
Les ministres de l'agriculture d'Afrique du Sud sont compétents pour tous les sujets relevant du secteur agricole mais aussi concernant les sujets de l'accès et de la sécurité alimentaire.
Le ministère de l'agriculture a souvent été associé aux départements ministériels des affaires foncières, des pêcheries, de l'eau ou des forêts. 
Le Ministère de l'agriculture a notamment intégré le département des terres (affaires foncières) de 1996 à 2009.
En 2009, le ministère de l'agriculture s'est séparé des affaires foncières (transféré au nouveau ministère du développement rural et de la réforme agraire) mais a intégré les départements ministériels des forêts et de la pêche donnant naissance à l'actuel ministère de l'agriculture, des forêts et de la pêche.
En 2019, dans le second gouvernement Ramaphosa, le ministère de l'agriculture est fusionné avec celui du développement durable et de la réforme agraire. 

## Liste des ministres sud-africains de l'agriculture
| #   | Nom du ministre                 | Nom du Ministère                                                                          | période                        | parti         |
| --- | ------------------------------- | ----------------------------------------------------------------------------------------- | ------------------------------ | ------------- |
| 1.  | Louis Botha                     | Ministre de l'agriculture                                                                 | 31 mai 1910 - 28 juin 1912     | SAP           |
| 2.  | Jacobus Wilhelmus Sauer         | Ministre de l'agriculture                                                                 | 28 juin 1912 - 24 juillet 1913 | SAP           |
| 3.  | Louis Botha                     | Ministre de l'agriculture                                                                 | 1913                           | SAP           |
| 4.  | Hercules Christiaan van Heerden | Ministre de l'agriculture                                                                 | 1913 - 1920                    | SAP           |
| 5.  | François Stephanus Malan        | Ministre de l'agriculture                                                                 | 1920 - 1921                    | SAP           |
| 6.  | Thomas Smartt                   | Ministre de l'agriculture                                                                 | 1921 - 1924                    | Unioniste/SAP |
| 7.  | Jan Kemp                        | Ministre de l'agriculture (1924-1933) Ministre de l'agriculture et des forêts (1933-1935) | 1924 - 1935                    | NP            |
| 8.  | Deneys Reitz                    | Ministre de l'agriculture et des forêts                                                   | 1935 - 1938                    | UP            |
| 9.  | William Richard Collins         | Ministre de l'agriculture et des forêts                                                   | 1938 - 1943                    | UP            |
| 10. | Jacobus Gideon Nel Strauss      | Ministre de l'agriculture et des forêts                                                   | 1943-1948                      | UP            |
| 11. | Stephanus Petrus le Roux        | Ministre de l'agriculture et des forêts (1948-1949) Ministre de l'agriculture (1948-1958) | 1948 - 1958                    | NP            |
| 12. | P. K. Le Roux                   | Ministre de l'agriculture                                                                 | 1958                           | NP            |

De 1958 à 1966, sous le gouvernement Verwoerd, le département de l'agriculture est scindé en 2 et rattaché en partie au département ministériel de l'eau. 
| #   | Nom du ministre | Nom du Ministère                                       | période     | parti |
| --- | --------------- | ------------------------------------------------------ | ----------- | ----- |
| 13. | P. K. Le Roux   | Ministre de l'eau et des Services Techniques Agricoles | 1958 - 1966 | NP    |
| 13. | D.C.H. Uys      | Ministre des Affaires agricoles et du Commerce         | 1958 - 1966 | NP    |

| #   | Nom du ministre                 | Nom du Ministère                                                                                | période                    | parti |
| --- | ------------------------------- | ----------------------------------------------------------------------------------------------- | -------------------------- | ----- |
| 14. | Jacobus Johannes Fouché         | Ministre des services techniques agricoles et des affaires de l'eau                             | 1966 - 1968                | NP    |
| 15. | D.C.H. Uys                      | Ministre de l'agriculture et de l'eau (1968) Ministre de l'agriculture (1968-1972)              | 1968-1972                  | NP    |
| 16. | Hendrik Schoeman                | Ministre de l'agriculture (1972-1980) Ministre de l'agriculture et des pêches (1980)            | 1972 - 1980                | NP    |
| 17. | Pietie du Plessis               | Ministre de l'agriculture et des pêches                                                         | 1980 - 1982                | NP    |
| 18. | Jacob Johannes Greyling Wentzel | Ministre de l'agriculture                                                                       | 1982 - 1989                | NP    |
| 19. | Jacob de Villiers               | Ministre de l'agriculture                                                                       | 1989 - 1991                | NP    |
| 20. | Kraai van Niekerk               | Ministre de l'agriculture et du développement (1991-1994) Ministre de l'agriculture (1994-1996) | 1991-1996                  | NP    |
| 21. | Derek Hanekom                   | Ministre de l'agriculture et des terres                                                         | 1996-1999                  | ANC   |
| 22. | Thoko Didiza                    | Ministre de l'agriculture et des affaires foncières                                             | 1999-2006                  | ANC   |
| 23. | Lulama Xingwana                 | Ministre de l'agriculture et des affaires foncières                                             | 2006-2009                  | ANC   |
| 24. | Tina Joemat-Pettersson          | Ministre de l'agriculture, des forêts et des pêches                                             | 2009-2014                  | ANC   |
| 25. | Senzeni Zokwana                 | Ministre de l'agriculture, des forêts et des pêches                                             | 25 mai 2014 - 31 mai 2019  | ANC   |
| 26. | Thoko Didiza                    | Ministre de l'agriculture, du développement rural et de la réforme agraire                      | 31 mai 2019 - 14 juin 1924 | ANC   |
| 27. | John Steenhuisen                | Ministre de l'agriculture                                                                       | Depuis le 3 juillet 1924   | DA    |

## Liste des ministres adjoints de l'agriculture
| # | Nom du ministre                   | période                    | parti               |
| - | --------------------------------- | -------------------------- | ------------------- |
| 1 | Dirk du Toit                      | 1999-2009                  | ANC                 |
| 2 | Pieter Mulder                     | 2009-2014                  | Front de la liberté |
| 3 | Bheki Cele                        | 2014 - 2018                | ANC                 |
| 4 | Sfiso Buthelezi                   | février 2018 - mai 2019    | ANC                 |
| 5 | Mcebisi Skwatsha et Sdumo Dlamini | 31 mai 2019 - 30 juin 2024 | ANC                 |
| 6 | Rosemary Capa                     | Depuis le 30 juin 2024     | ANC                 |